# Gomortega keule
Gomortega keule (syn. G. nitida; spanska namn Keule, Queule och Hualhual) är den enda arten i släktet Gomortega, i den monotypiska familjen Gomortegaceae och är ett träd som är endemiskt för Chile. Det växer bara inom ett mycket smalt habitatområde i de kustnära delarna av landet. Arten är starkt hotad på grund av skogsbruk och uppodling. Arten beskrevs först av Juan Ignacio Molina och den fick sitt nu gällande namn av Gunckel. Inga underarter finns listade i Catalogue of Life.
Frukten är gul, söt och ungefär 4 cm i diameter. Den används för att göra ett slags marmelad.
Släktet är uppkallat efter den spanske botanikern Casimiro Gómez Ortega och artnamnet kommer från det spanska namnet Keule.